# Souffrance (rappeur)
Souffrance, de son vrai nom Sofiane Meridja (né le 27 avril 1986 à Créteil, dans le  Val-de-Marne), est un rappeur français, originaire de Montreuil, membre du collectif L'uZine.

## Biographie
Né Sofiane Meridja le 27 avril 1986 à Créteil dans le Val-de-Marne. Souffrance commence sa carrière musicale au sein du collectif de rap montreuillois L'Uzine. Il décide de prendre son nom d'artiste en référence à « la sous-France », comme la France d’en-dessous ainsi que la proximité avec son diminutif Souf.
Remarqué pour son freestyle en avril 2021 dans l'émission Planète Rap de Skyrock, sur la production d'Arrêtez de Despo Rutti il interprète Chaque fois que je pose où il marque les esprits de l'assistance et du grand public. Ce passage permet une mise lumière, quelques semaines avant, du lancement de son premier album Tranche de Vie. Le 21 mai 2021 sort l'album Tranche de vie racontant la première partie de vie, un disque de 20 titres sans aucun featuring. En novembre 2021 il est convié par Jul pour le projet Le Classico organisé regroupant 157 artistes la scène rap marseillaise et parisienne. Le morceau est intitulé Faut qu’on s’en aille en collaboration avec entre autres Jul et Keny Arkana.
Son deuxième album Tour de magie sort en octobre 2022 avec les participations de Prince Waly, Cenza, Spectacular et Limsa d'Aulnay. L'album Eau de source, sort en novembre 2023 avec les collaborations d' Oxmo Puccino, Vald et ZKR.
En mars 2025, il sort l'album Hiver automne, dans un style plus pop que les précédents. Il y invite des artistes comme Chilly Gonzales et Soprano.

## Discographie

### Albums studio
- 2021 : Tranche de vie (L'uZine Prod)
- 2022 : Tour de Magie (Hall26 Records)
- 2023 : Eau de Source (Hall26 Records)
- 2025 : Hiver automne (Hall26 Records)

### EP et mixtapes
- 2007 : C'est du lourd ta race (EP 9 titres) (L'uZine Prod)
- 2015 : Le peuple a faim (EP 6 titres) (L'uZine Prod)
- 2020 : Cités d'or (EP 3 titres) (L'uZine Prod)
- 2020 : Noctambus (mixtape) (L'uZine Prod)
- 2024 : Éléphant (EP) (Hall26 Records)